# Велика зелена жаба

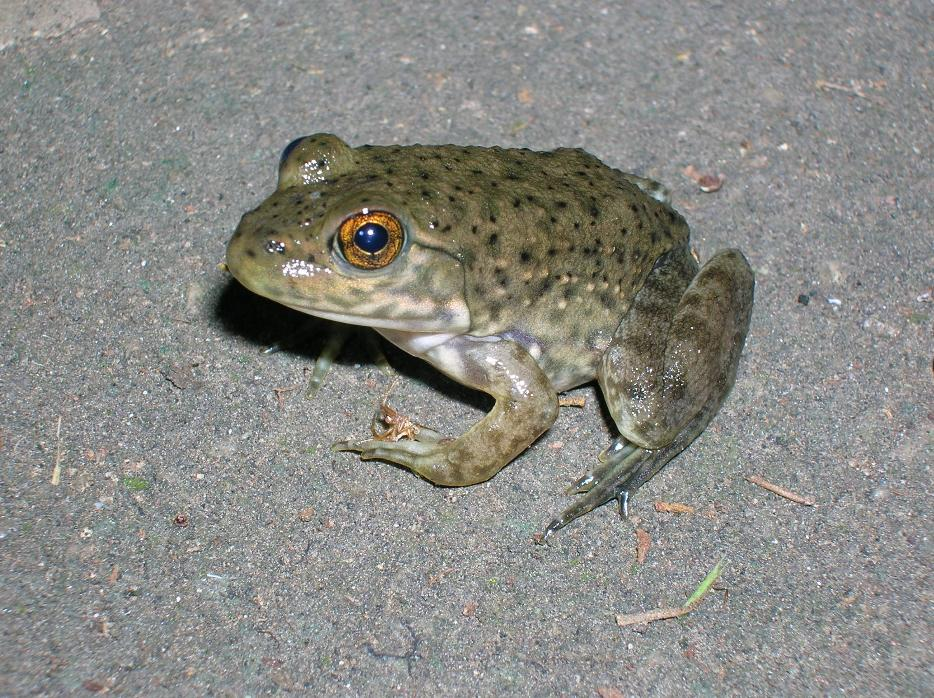

Велика зелена жаба (Lithobates catesbeianus, раніше Rana catesbeiana, англ. bullfrog — «жаба-бик») — водяна жаба, належить до родини Жаб'ячі (Ranidae), у природі поширена на більшій частині Північної Америки. В Європейському Союзі включено до списку чужорідних інвазійних видів.

## Поширення
Природний ареал Lithobates catesbeianus раніше був обмежений східним узбережжям Північної Америки. В кінці 19 — початку 20 століття в США і Канаді жаби-воли починають широко вживатися в їжу, зароджується промисловий інтерес і амфібій починають розводити повсюдно на Північно-Американському континенті. Трохи пізніше вид завезли в Південну Америку і Південно-Східну Азію.

## Опис
Одна з найбільших представників ряду жаба — довжина тіла до 20 сантиметрів, важить до 600 грамів. Забарвлення оливково-буре або оливково-зелене з темними бурими або чорними плямами, черево — жовто-біле.

## Спосіб життя
Живе в прісних ставках, озерах, болотах і річках зі спокійною течією. Під час шлюбного сезону самці видають голосні звуки, що нагадують мукання звідки й стара назва — жаба-бик. Гучність їхнього «співу» досягає 95 Дб (порівняно з шумом від відбійного молотка), а звуки добре чутні на відстані в 1 км.
Живиться комахами, молюсками, часто — хребетними (каченятами, дрібними рибами тощо). Вживається в їжу.